# Thouptèn Loungtog Namgyel Thrinlè
Ling Rinpoché, ganden tripa
Lobsang Lungtog Tenzin Trinley Tenzin Loungtog Thrinlè Chöpa
Thouptèn Loungtog Namgyel Thrinlè aussi appelé Yongzin Ling Rinpoché (25 décembre 1903  Yabphu - 25 décembre 1983 Dharamsala) est un tulkou, le 6e Ling Rinpoché, un lama guéloug, le 97e ganden tripa et un des tuteurs (yongzin) du 14e dalai-lama. 

## Biographie
Thouptèn Loungtog Namgyel Thrinlè fut reconnu tulkou à un très jeune âge. Il suivit une formation monastique, ses qualités et sa sagesse lui conférant le plus grand respect au sein de la lignée guélug et plus généralement au Tibet. 
Il a eu comme maître Pabongka Rinpoché et le 13e dalai-lama.
Il deviendra en 1941 le second tuteur du 14e Dalai Lama, avec lequel il prendra la route de l’exil le 17 mars 1959. 
Le 11 juillet 1954, il fait partie du voyage quand le dalaï-lama quitte le Norbulingka pour Pékin accompagné de Trijang Rinpoché, d'autres lamas importants, et des membres de la famille du dalaï-lama, Lobsang Samten, Tsering Dolma et son mari Phuntsok Tashi Takla, Tendzin Choegyal et sa mère.
Il fuit son pays, suivant le 14e dalai-lama en 1959. En 1965, il fut désigné 97e ganden tripa, dirigeant de la lignée guélug, une responsabilité d'autant plus importante que l'exil désorganisa la transmission spirituelle. 
Il partage son temps entre son rôle de tuteur du dalai-lama et son monastère Ganden Pelgyé Ling à Bodhgaya où il donne des enseignements. 
Thubten Ngodup le rencontra pour la première fois près du grand stupa de Mahabodhi, construit il y a environ 2000 ans à proximité de l'arbre de la Bodhi à Bodhgaya, en 1971. En 1972, il lui donna les vœux de novice (guétsul), changeant son nom Kalsang Norbu pour Thubten Ngodup, son nom actuel.
Dagpo Rimpotché, l’un de ses disciples, l’a accueilli lors de ses deux voyages en France en 1969 et 1980.
En septembre 1983, il eut une série d'attaques, un accident vasculaire cérébral. Il est mort en état de méditation (tukdam) le 25 décembre dans la maison de Kim Yeshi et Kalsang Yeshi, son disciple. Au moment où il expira, un franc sourire éclaira son visage, et il demeura ainsi 13 jours jusqu'au 7 janvier en position de lotus.
Il a repris naissance le 18 novembre 1985 en Inde sous les traits de Tenzin Loungtog Thrinlè Chöpa.

## Publication
- L'Ode aux réalisations de Dje Tsongkhapa, traduction sous la direction de Dagpo Rimpotché, commentaire de Ling Rinpoché, prologue du 14e Dalai Lama, Arkhana Vox, 1989,  (ISBN 2906588067 et 9782906588066)